# Maackia chekiangensis
Maackia chekiangensis är en ärtväxtart som beskrevs av S.S.Chien. Maackia chekiangensis ingår i släktet Maackia och familjen ärtväxter. Inga underarter finns listade i Catalogue of Life.